# Мендзибродзе-Живецьке
Мендзибродзе-Живецьке (пол. Międzybrodzie Żywieckie) — село в Польщі, у гміні Черніхув Живецького повіту Сілезького воєводства.
Населення — 1479 осіб (2011).

## Демографія
Демографічна структура станом на 31 березня 2011 року:
|          | Загалом | Допрацездатний вік | Працездатний вік | Постпрацездатний вік |
| -------- | ------- | ------------------ | ---------------- | -------------------- |
| Чоловіки | 732     | 150                | 506              | 76                   |
| Жінки    | 747     | 147                | 457              | 143                  |
| Разом    | 1479    | 297                | 963              | 219                  |